# Passeport saint-vincentais et grenadins
Le passeport saint-vincentais et grenadins est un document de voyage international délivré aux ressortissants saint-vincentais et grenadins, et qui peut aussi servir de preuve de la citoyenneté saint-vincentaises et grenadines. 

## Liste des pays sans visa ou visa à l'arrivée
En janvier 2021, le passeport vincentais permet de voyager dans 148 pays sans visa et occupe le 30e rang dans l'indice Henley.

## Obtention
Saint-Vincent-et-les-Grenadines a refusé de rejoindre le programme Citizen & Investments qui, dans certains pays des Caraïbes, offre la nationalité du pays en échange d'un investissement initial dans le pays. Lors des élections législatives vincentaises de 2020, le parti de l'opposition New Democratic Party souhaitait intégrer le Citizen & Investments dans son programme électoral.
Le passeport du pays est bleu.